# چلیپا (ستاره)

تصویری با میدان دید وسیع از منطقه اطراف NGC 4755 که از داده‌های Digitalized Sky Survey 2 ساخته شده است. ستاره درخشان چلیپا، یکی از چهار ستاره در صورت فلکی صلیب جنوبی است.

چَلیپا (β Cru / β Crucis / بتا چلیپا) دومین ستاره درخشان صورت فلکی چلیپا و نوزدهمین ستارهٔ درخشان آسمان است. و حدود ۴۶۰ سال نوری تا زمین فاصله دارد.
به آن بتا صلیب جنوبی و مُمْهَظه (mimosa) هم گفته‌اند.